# Marcel Allain
Marcel Allain (Parigi, 15 settembre 1885 – Saint-Germain-en-Laye, 25 agosto 1969) è stato uno scrittore francese, co-creatore, insieme a Pierre Souvestre, del personaggio criminale di Fantômas.
Scrisse più di 400 opere.

## Biografia
Figlio di un borghese parigino, Allain studiò legge prima di diventare giornalista. Divenne poi il segretario di Souvestre, che era già una figura conosciuta nei circoli letterari. Nel 1909 i due pubblicarono il loro primo romanzo in collaborazione, Le Rour; il magistrato investigatore Germain Fuselier, che in seguito sarebbe diventato un personaggio ricorrente nella serie di Fantômas, appare in questo romanzo.
Nel febbraio 1911 Allain e Souvestre intrapresero la scrittura del primo romanzo di Fantômas, su richiesta dell'editore Arthème Fayard, il quale voleva creare una nuova rivista mensile di feuilleton. Il successo fu immediato e duraturo; nel 1913 apparve la versione in volume di Fantômas.
Dopo la morte di Souvestre nel febbraio 1914, Allain continuò da solo la saga di Fantômas e lanciò anche varie altre serie, tra cui Tigris, Fatala, Miss Téria e Férocias, anche se nessuna di esse raggiunse la stessa popolarità di Fantômas.
Scrisse più di 400 opere.
S'interessò al cinema, al fumetto, alle nuove tecnologie tra cui l'automobile, che lo affascinava.
Sposò, il 27 settembre 1926, Henriette Kistler, la compagna di Pierre Souvestre.

## Opere
- 1911, Fantômas (Fantômas), stampato nel 2001 nella collana Il Giallo Mondadori con il numero 2740.
- 1911, Juve contro Fantomas (Juve contre Fantômas)
- 1911, Il morto che uccide (Le mort qui tue)
- 1911, L'agente segreto (L'agent secret)
- 1911, Un re prigioniero di Fantomas (Un roi prisonnier de Fantômas)
- 1911, Il poliziotto apache (Le policier apache)
- 1911, L'appiccato di Londra (Le pendu de Londres)
- 1911, La figlia di Fantomas (La fille de Fantômas)
- 1911, Il fiacchiere di notte (Le fiacre de nuit)
- 1911, La mano troncata (La main coupée)
- 1912, L'arresto di Fantomas (L'arrestation de Fantômas)
- 1912, Il magistrato ladro (Le magistrat cambrioleur)
- 1912, La livrea del delitto (La livrée du crime)
- 1912, La morte di Juve (La mort de Juve)
- 1912, L'evasa da San Lazzaro (L'evadée de Saint-Lazare)
- 1912, La sparizione di Fandor (La disparition de Fandor)
- 1912, Il matrimonio di Fantomas (Le mariage de Fantômas)
- 1912, L'assassino di Lady Beltham (L'assassin de lady Beltham)
- 1912, La Vespa Rossa (La guêpe rouge)
- 1912, Le scarpe del morto (Les souliers du mort)
- 1912, Il treno perduto (Le train perdu)
- 1912, Gli amori di un principe (Les amours d'un prince)
- 1912, I fiori della morte (Le bouquet tragique)
- 1913, Il fantino mascherato (Le jockey masqué)
- 1913, La bara vuota (Le cercueil vide)
- 1913, La caccia al trono (Le faiseur de Reines)
- 1913, Il cadavere gigante (Le cadavre géant)
- 1913, Il mistero della zecca (Le voleur d'or)
- 1913, Il tesoro di Fantomas (La série rouge)
- 1913, L'albergo dei delitti (L'hôtel du crime)
- 1913, La cravatta di canapa (La cravate de chanvre)
- 1913, La fine di Fantomas (La fin de Fantômas)